# Фильмы Рика Далтона
«Фильмы Рика Далтона» (англ. The Films of Rick Dalton) — книга американского режиссёра Квентина Тарантино, написанная в 2021 году. Представляет собой биографию Рика Далтона — вымышленного персонажа, прежде появлявшегося в фильме «Однажды в Голливуде» и в романе под таким же названием.
Впервые о книге стало известно в июле 2021 года. Тарантино сообщил прессе, что написал большую часть текста и что планирует издать «Фильмы Рика Далтона» после «Киноспекуляций». Таким образом, «Фильмы» должны стать его третьей книгой.
Центральный персонаж книги — вымышленный голливудский актёр Рик Далтон. Книга представляет собой обзор его карьеры в кино и на телевидении начиная с «золотой эпохи Голливуда» до 1988 года. Тарантино подробно описывает каждое появление Далтона в фильмах и на телеэкранах, причём в большинстве случаев речь о реальных кинокартинах и телешоу, в которых Далтон заменяет реального актера. Некоторые фильмы и шоу Тарантино выдумал для книги.